# Bánkiné Molnár Erzsébet
Bánkiné Molnár Erzsébet (Tiszavárkony, 1946. február 19. –) magyar történész, a Magyar Tudományos Akadémia Történettudományi Bizottságának tagja (2005).

## Életútja
1974-től 1996-ig a Bács-Kiskun Megyei Levéltár Kiskunfélegyházi Részlegének vezetője volt. 1994-ben szerezte kandidátusi címét A Jászkun Kerület igazgatása 1745–1876 című munkájával. 2005-ben lett az MTA doktora a Jászkun autonómia című disszertációja megvédésével. 1997-től 2007-ig a Kiskun Múzeum igazgatója volt. 2001-től Pázmány Péter Katolikus Egyetem és a Debreceni Egyetem doktori iskoláinak előadója.

## Munkássága
Kutatási területe a 18–19. századi társadalomtörténet, agrártörténet, életmód, közigazgatás-történet, különös tekintettel az egykori Jászkun kerületre.

## Művei
- A Jászkun kerület társadalma és önkormányzati igazgatása, 1745-1848. Kiskunfélegyháza és Kiskunhalas feudális kori levéltára; Bács-Kiskun Megyei Levéltár, Gyula, 1991 (Levéltári füzetek. Bács-Kiskun Megyei Levéltár)
- A Jászkun kerület igazgatása, 1745-1876; Jász-Nagykun-Szolnok Megyei Múzeumok Igazgatósága, Szolnok, 1995 (A Jász-Nagykun-Szolnok megyei múzeumok közleményei)
- A Bács-Kiskun Megyei Levéltár Kiskun kerületi fondjai, 1848-1876. Repertórium; Bács-Kiskun Megyei Önkormányzat Levéltára, Kecskemét, 1996 (Segédletek Bács-Kiskun Megyei Önkormányzat Levéltára)
- Polgárok Kiskunfélegyházán, 1890-1913; KLTE, Debrecen, 1996 (Studia folkloristica et ethnographica)
- Kiskunfélegyháza helyismereti könyve; szerk. Bánkiné Molnár Erzsébet; Kiskunfélegyháza Város Önkormányzata, Kiskunfélegyháza, 1998
- A tószegi fazekasság; KLTE, Debrecen, 1998 (Studia folkloristica et ethnographica)
- Betyárok a Kiskunságban; Ethnica, Debrecen, 1999
- Redemptusok. Gazdaság és életmód Kiskunfélegyházán a redempció első évszázadában; Multiplex Media-Debrecen University Press, Debrecen, 2000
- Petőfiszállás; Száz Magyar Falu Könyvesháza Kht., Bp., 2001 (Száz magyar falu könyvesháza)
- Jászkunok a XVIII-XIX. században. Történelmi és néprajzi tanulmányok; Csokonai, Debrecen, 2002 (Csokonai história könyvek)
- A Jászkunság kutatása, 2000. Tudományos konferencia a Kiskun Múzeumban. 2000. szeptember 21-22.; szerk. Bánkiné Molnár Erzsébet, Hortiné Bathó Edit, Kiss Erika; Jász Múzeumért Alapítvány, Jászberény–Kiskunfélegyháza, 2002 (Jászsági könyvtár)
- A kunok Magyarországon; DE BTK Néprajzi Tanszék, Debrecen, 2002 (Néprajz egyetemi hallgatóknak)
- A százéves Kiskun Múzeum. 1902-2002; szerk. Bánkiné Molnár Erzsébet; Kiskun Múzeum Baráti Köre, Kiskunfélegyháza, 2002
- Autonóm közösségek a magyar történelemben. A Kiskun Múzeumban rendezett konferencia előadásai. 2003. május 22-23.; szerk. Bánkiné Molnár Erzsébet; Kiskun Múzeum Baráti Köre, Kiskunfélegyháza, 2003 (Bibliotheca Cumanica)
- A jászkun autonómia; Csongrád Megyei Levéltár, Szeged, 2005 (Dél-alföldi évszázadok)
- Jogszabályok – jogszokások. Jászkunság kutatása, 2005. Konferencia a Kiskun Múzeumban; szerk. Bánkiné Molnár Erzsébet; Kiskun Múzeum Baráti Köre, Kiskunfélegyháza, 2005 (Bibliotheca Cumanica)
- Föld és társadalom. Konferencia a Kiskun Múzeumban; szerk. Bánkiné Molnár Erzsébet; Kiskun Múzeum Baráti Köre, Kiskunfélegyháza, 2007 (Bibliotheca Cumanica)
- Nemesi közbirtokosságok a Kővár-vidéken. Vallomásos összeírás 1803-ból; Bács-Kiskun Megyei Önkormányzat Múzeumi Szervezete, Kecskemét, 2007 (Monumenta muzeologica)
- Egyek falukönyve, 1786-1860; szerk. Bánkiné Molnár Erzsébet; Hajdú-Bihar Megyei Levéltár, Debrecen, 2008 (A Hajdú-Bihar Megyei Levéltár forráskiadványai)
- A kunok Magyarországon; 2. bőv. kiad.; Kiskun Önkormányzatok Szövetsége, Kiskunfélegyháza, 2008
- Műtárgyak között. Ünnepi kötet a 60 esztendős Laczkó János tiszteletére; szerk. Bánkiné Molnár Erzsébet; Bács-Kiskun Megyei Önkormányzat Múzeumi Szervezete, Kecskemét, 2008
- Földadta sors. Népélet a Jászkunságban, 1745-1848; Jász Múzeumért Alapítvány, Jászberény, 2012 (Jászsági füzetek)
- Vízöntő. Ünnepi kötet a Jászságról Bathó Edit tiszteletére; szerk. Bánkiné Molnár Erzsébet; Damjanich János Múzeum, Szolnok, 2016